# Bitka pri Timbri
Bitka pri Timbri je bila odločilna bitka v vojni med lidijskim kraljem Krezom in perzijskim ahemenidskim kraljem Kirom II. Velikim decembra 547 pr. n. št.. 
Kir je po bitki pri Pteriji zasledoval v Lidijo bežečega Kreza. Decembra 547 pr. n. št. je na ravnini severno od Sard naletel na ostanke razpuščene Krezove vojske in se z njimi spopadel. Krezova vojska, ki je bila medtem okrepljena s številnimi novimi vojaki in je štela dvakrat več mož kot Kirova, je bila kljub temu odločilno poražena. Kir je zatem po štirinajst dneh obleganja osvojil Sarde. Krez je v bitki morda padel, Lidijo pa so Perzijci priključili k svojemu cesarstvu.

## Stanje
Kir je nameraval ujeti lidijskega kralja nepripravljenega na bitko, vendar se je uštel. Krezova vojska pri Timbri je štela je dvakrat več vojakov kot njegova. Lidijci so pred Kira poslali vse rezerve, še preden so na bojišče prišli njihovi zavezniki, ki potem sploh niso prišli. Po Ksenofontu je Kirova vojska štela 196.000 mož, od tega 31.000 do približno  70.000 Perzijcev. V vojski je bilo 20.000 pešakov, med njimi tudi lokostrelci in pračarji, 10.000 mož elitne pehote/konjenice, med njimi morda perzijski neumrljivi, 20.000 peltastov in 20.000 kopjanikov. Vsi, razen lokostrelcev in pračarjev, so imeli majhne so velike ščite. Med njimi je bilo razen Perzijcev tudi 42.000 Arabcev, Armencev in Medijcev, skupaj 126.000 pešakov. V vojski je bilo tudi 300 kamelarjev, 300 bojnih voz in 5-6 oblegovalnih stolpov s posadkami po 20 mož. 
Ksenofont piše, da je Krezova vojska štela 420.000 mož, med njimi 60.000 Babiloncev, Lidijcev in Frigijcev, Kapadočanov in pripadnikov več ljudstev s področja Črnega morja, skupno 300.000 mož s 60.000 konjeniki. V vojski je bilo tudi 120.000 Egipčanov in 300 bojnih voz z najmanj 500 možmi. Ksenofontove številke pomenijo verjetno število vojakov, ki so jih morda imela na razpolaga kraljestva,  v bitki pa je zagotovo sodelovala manj kot polovica omenjenih vojakov.

## Bitka
Kir je svojo vojsko razporedil v obliki pravokotnika z nazaj pomaknjenima kriloma. Na krilih so bili bojni vozovi,  konjenica, elitna pehota in kamelarji. Kamele so bile tovorne živali iz spremstva, njihova glavna naloga pa je bila zmesti lidijsko konjenico. 
Kir je pričakoval, da bodo krila lidijske vojske poskušala obkoliti njegovo neobičajno formacijo. Ko sta se  lidijski krili  pomaknili naprej, so v njih nastale vrzeli. Nered so še povečali perzijsko lokostrelci in mobilni oblegovalni stolpi, postavljeni znotraj pravokotnika. Kir je zatem ukazal napad in njegovi krili sta udarili po Krezovih neorganiziranih krilih. Lidijska pehota je kmalu utrpela velike izgube in se je morala umakniti. Glavnina perzijske vojske je bila nedotaknjena, večina lidijske konjenice pa uničena. Kir je nato s pehoto in konjenico napadel onesposobljeno lidijsko konjenico. Po njenem popolnem porazu je kirova vojska napadla lidijsko pehoto in ji zadala težke izgube. Večina pehote se je kmalu vdala, Krezu pa je z majhnim delom pehote uspelo pobgni v lidijsko prestolnico Sarde. Perzijska zmaga je bila popolna.

## Posledice
Po bitki je bilo celo lidijsko ozemlje, vključno z mestoma Jonija in Eolis,  priključeno k Perzijskemu cesarstvu. Zasedba grških mest je sprožila spor med Grčijo in Perzijo. Preživela Krezova vojska se je zbrala v bližnjih mestih Efez in Sarde, katere so po krajšem obleganju osvojili Perzijci. Herodot poroča, da je Kir s Krezom ravnal spoštljivo, kar je v nasprotju  s podatki iz Nabonidove kronike.